# −1
−1 (minus jeden) – liczba całkowita poprzedzająca 0 i przeciwna do 1.
Jest to jeden ze składników tożsamości Eulera ponieważ
{\displaystyle e^{i\pi }=-1}
W informatyce wartość −1 jest powszechnie stosowaną wartością początkową dla zmiennych całkowitych, jak również służy do wskazywania, że zmienna nie zawiera jeszcze żadnych użytecznych informacji.

## Własności algebraiczne
Mnożenie przez −1 jest równoważne zmianie znaku liczby. Można to udowodnić korzystając z prawa rozdzielności i aksjomatu, że 1 jest elementem neutralnym mnożenia: dla danej liczby rzeczywistej zachodzi
{\displaystyle x+(-1)\cdot x=1\cdot x+(-1)\cdot x=(1+(-1))\cdot x=0\cdot x=0}
stąd wynika, że (−1) · x jest liczbą przeciwną do x, czyli −x.

### Kwadrat liczby -1
Kwadrat liczby −1, tj. −1 razy −1 równa się 1. Wynika stąd, że iloczyn ujemnych liczb rzeczywistych jest dodatni.
Algebraiczny dowód rozpoczyna równanie
{\displaystyle 0=-1\cdot 0=-1\cdot [1+(-1)]}
Druga równość pochodzi z definicji, że −1 jest liczbą przeciwną do 1. Korzystając z prawa rozdzielności otrzymujemy
{\displaystyle 0=-1\cdot [1+(-1)]=-1\cdot 1+(-1)\cdot (-1)=-1+(-1)\cdot (-1)}
Druga równość jest konsekwencją faktu, że 1 jest elementem neutralnym mnożenia. Po dodaniu 1 do obu stron równości wynika, że
{\displaystyle (-1)\cdot (-1)=1}
Powyższa równość zachodzi w każdym pierścieniu.

### Pierwiastek kwadratowy z liczby −1
Liczba zespolona i spełnia i2 = −1, i jest ona traktowana jako pierwiastek kwadratowy z liczby −1. Jedyną inna liczbą zespoloną x spełniającą równanie x2 = −1 jest −i. W algebrze kwaternionów, zawierającej płaszczyznę zespoloną, równianie x2 = −1 ma nieskończenie wiele rozwiązań.

## Potęgowanie do liczby ujemnej
Potęgowanie liczby rzeczywistej różnej od zera można rozszerzyć na liczby ujemne. Definiuje się że
{\displaystyle x^{-1}={\frac {1}{x}}}
co oznacza, że podnoszenie do potęgi −1 jest równoważne znalezieniu liczby odwrotnej. Następnie definicję tę rozszerza się na pozostałe liczby ujemne korzystając z reguły
{\displaystyle x^{a}x^{b}=x^{(a+b)}}
gdzie a i b to dowolne różne od zera liczby rzeczywiste.
Potęgowanie do liczby ujemnej można rozszerzyć na odwracalne elementy pierścienia, przez zdefiniowanie x−1 jako elementu odwrotnego do x.

## Zapis cyfrowy
Są różne metody kodowania wartości −1 (a w ogólności liczb ujemnych) w technice cyfrowej. Najbardziej powszechnym jest kod uzupełnień do dwóch. Ponieważ zapis ten może również oznaczać dodatnią liczbę w standardowym zapisie binarnym, należy uważać aby ich nie pomylić. Minus jeden w kodzie uzupełnień do dwóch jest identyczne z dodatnią liczbą 2n − 1, gdzie n jest liczbą bitów jaka jest wykorzystywana do zapisu wartości. Na przykład 111111112 (dwójkowo) i FF16 (szesnastkowo) w kodzie uzupełnień do dwóch oznacza −1, ale również 255 w zapisie standardowym.